# 嘉義都市圏
嘉義都市圏（かぎとしけん、中国語:嘉義都會區）とは嘉義市を中心に周囲の嘉義県の民雄郷、水上郷、中埔郷と太保市を包括した、台湾南部地方にする位置の都市圏である。
2016年4月現在、嘉義都市圏の人口は475,422人であり、総面積は411.0403平方キロメートルに及ぶ。

## 概要
嘉義都市圏は中心都市の嘉義市及び、衛星都市の嘉義県民雄郷、水上郷、中埔郷と太保市で構成されて、隣の朴子市は嘉義海線の中心都市。嘉義市と嘉義県以外､北台南と雲林も嘉義都市圏の通勤圏内にある｡嘉義都市圏も台湾の都市圏の中で物価が低く、嘉義の観光地も台湾の観光地の中で著名。例えば阿里山や嘉義アジア芸術文化博物館など。嘉義の国立嘉義大学（前身は嘉義農林学校）も嘉義の有名なスポット。

## 行政区画
- 嘉義都市圏(都市計画)は、嘉義市全域(2区)、嘉義県民雄郷、水上郷、中埔郷及び太保市からなる[1]。

| 都市         | 人口 （人、2016年4月） | 面積 （km²） | 人口密度 |
| ------------ | ---------------------- | ------------ | -------- |
| 嘉義市西区   | 147,513                | 30.9061      | 4,853    |
| 嘉義市東区   | 122,950                | 29.1195      | 4,222    |
| 嘉義県民雄郷 | 71,918                 | 85.4969      | 841      |
| 嘉義県水上郷 | 50,228                 | 69.1198      | 727      |
| 嘉義県中埔郷 | 45,544                 | 129.5016     | 352      |
| 嘉義県太保市 | 37,269                 | 66.8964      | 557      |
| 嘉義都市圏   | 475,422                | 411.0403     | 1,157    |

- 嘉義都市圏の都市雇用圏（10% 通勤圏）に入っていない自治体は、各統計年の欄で灰色かつ「-」で示す。

| 県市   | 自治体 ('48)                | 1948年                 | 1980年                 | 1986年                 | 1997年                 | 2005年                 | 2010年                 | 2015年                 | 自治体 （現在） |
| ------ | --------------------------- | ---------------------- | ---------------------- | ---------------------- | ---------------------- | ---------------------- | ---------------------- | ---------------------- | --------------- |
| 嘉義市 | 新東区 新西区 新南区 新北区 | 嘉義 都市圏 11万6437人 | 嘉義 都市圏 25万2037人 | 嘉義 都市圏 38万7218人 | 嘉義 都市圏 61万8028人 | 嘉義 都市圏 62万8325人 | 嘉義 都市圏 62万2565人 | 嘉義 都市圏 60万9334人 | 嘉義市          |
| 嘉義市 | 水上区                      | 嘉義 都市圏 11万6437人 | 水上 都市圏 2万1016人  | 嘉義 都市圏 38万7218人 | 嘉義 都市圏 61万8028人 | 嘉義 都市圏 62万8325人 | 嘉義 都市圏 62万2565人 | 嘉義 都市圏 60万9334人 | 嘉義県水上郷    |
| 嘉義市 | 太保区                      | 嘉義 都市圏 11万6437人 | -                      | 嘉義 都市圏 38万7218人 | 嘉義 都市圏 61万8028人 | 嘉義 都市圏 62万8325人 | 嘉義 都市圏 62万2565人 | 嘉義 都市圏 60万9334人 | 嘉義県太保市    |
| 嘉義県 | 民雄郷                      | 民雄 都市圏 2万7414人  | 民雄 都市圏 7万2919人  | 嘉義 都市圏 38万7218人 | 嘉義 都市圏 61万8028人 | 嘉義 都市圏 62万8325人 | 嘉義 都市圏 62万2565人 | 嘉義 都市圏 60万9334人 | 民雄郷          |
| 嘉義県 | 渓口郷                      | -                      | 民雄 都市圏 7万2919人  | -                      | 嘉義 都市圏 61万8028人 | 嘉義 都市圏 62万8325人 | 嘉義 都市圏 62万2565人 | 嘉義 都市圏 60万9334人 | 渓口郷          |
| 嘉義県 | 中埔郷                      | 後庄 都市圏 1万9160人  | 後庄 都市圏 3万7988人  | 後庄 都市圏 4万2737人  | 嘉義 都市圏 61万8028人 | 嘉義 都市圏 62万8325人 | 嘉義 都市圏 62万2565人 | 嘉義 都市圏 60万9334人 | 中埔郷          |
| 嘉義県 | 大林鎮                      | 大林 都市圏 2万4387人  | 大林 都市圏 4万0357人  | 大林 都市圏 3万7829人  | 嘉義 都市圏 61万8028人 | 嘉義 都市圏 62万8325人 | 嘉義 都市圏 62万2565人 | 嘉義 都市圏 60万9334人 | 大林鎮          |
| 嘉義県 | 新港郷                      | 新港 都市圏 2万6443人  | 新港 都市圏 3万9137人  | 新港 都市圏 3万7333人  | 嘉義 都市圏 61万8028人 | 嘉義 都市圏 62万8325人 | 嘉義 都市圏 62万2565人 | 嘉義 都市圏 60万9334人 | 新港郷          |
| 嘉義県 | 竹崎郷                      | 竹崎 都市圏 2万3898人  | 竹崎 都市圏 4万1931人  | 竹崎 都市圏 4万2379人  | 嘉義 都市圏 61万8028人 | 嘉義 都市圏 62万8325人 | 嘉義 都市圏 62万2565人 | 嘉義 都市圏 60万9334人 | 竹崎郷          |
| 嘉義県 | 番路郷                      | -                      | -                      | -                      | 嘉義 都市圏 61万8028人 | 嘉義 都市圏 62万8325人 | 嘉義 都市圏 62万2565人 | 嘉義 都市圏 60万9334人 | 番路郷          |
| 嘉義県 | 阿里山郷                    | -                      | -                      | -                      | 嘉義 都市圏 61万8028人 | 嘉義 都市圏 62万8325人 | 嘉義 都市圏 62万2565人 | 嘉義 都市圏 60万9334人 | 阿里山郷        |

- 周辺自治体通勤率

| 順位 | 県     | 自治体   | 通勤率 |
| ---- | ------ | -------- | ------ |
| 1    | 嘉義県 | 水上郷   | 25.0%  |
| 2    | 嘉義県 | 中埔郷   | 23.0%  |
| 3    | 嘉義県 | 阿里山郷 | 22.5%  |
| 4    | 嘉義県 | 民雄郷   | 17.5%  |
| 4    | 嘉義県 | 太保市   | 17.5%  |
| 4    | 嘉義県 | 竹崎郷   | 17.5%  |
| 4    | 嘉義県 | 番路郷   | 17.5%  |
| 5    | 嘉義県 | 大林鎮   | 12.5%  |
| 5    | 嘉義県 | 新港郷   | 12.5%  |
| 5    | 嘉義県 | 渓口郷   | 12.5%  |
| 6    | 嘉義県 | 朴子市   | 7.5％  |
| 6    | 嘉義県 | 布袋鎮   | 7.5％  |
| 6    | 嘉義県 | 六脚郷   | 7.5％  |
| 6    | 嘉義県 | 東石郷   | 7.5％  |
| 6    | 嘉義県 | 義竹郷   | 7.5％  |
| 6    | 嘉義県 | 鹿草郷   | 7.5％  |
| 6    | 嘉義県 | 梅山郷   | 7.5％  |
| 6    | 嘉義県 | 大埔郷   | 7.5％  |

## ショッピングセンター

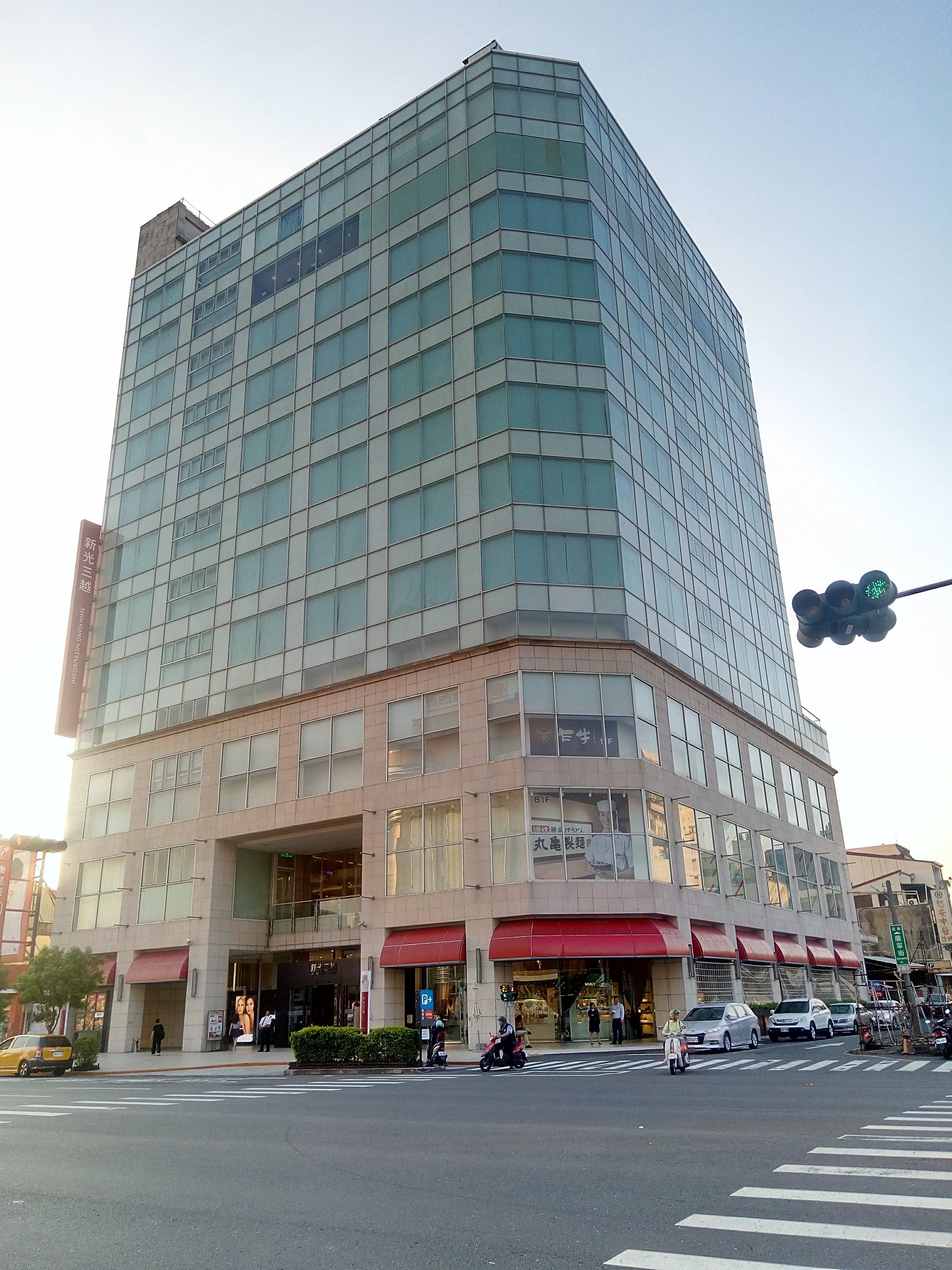
新光三越嘉義垂楊店
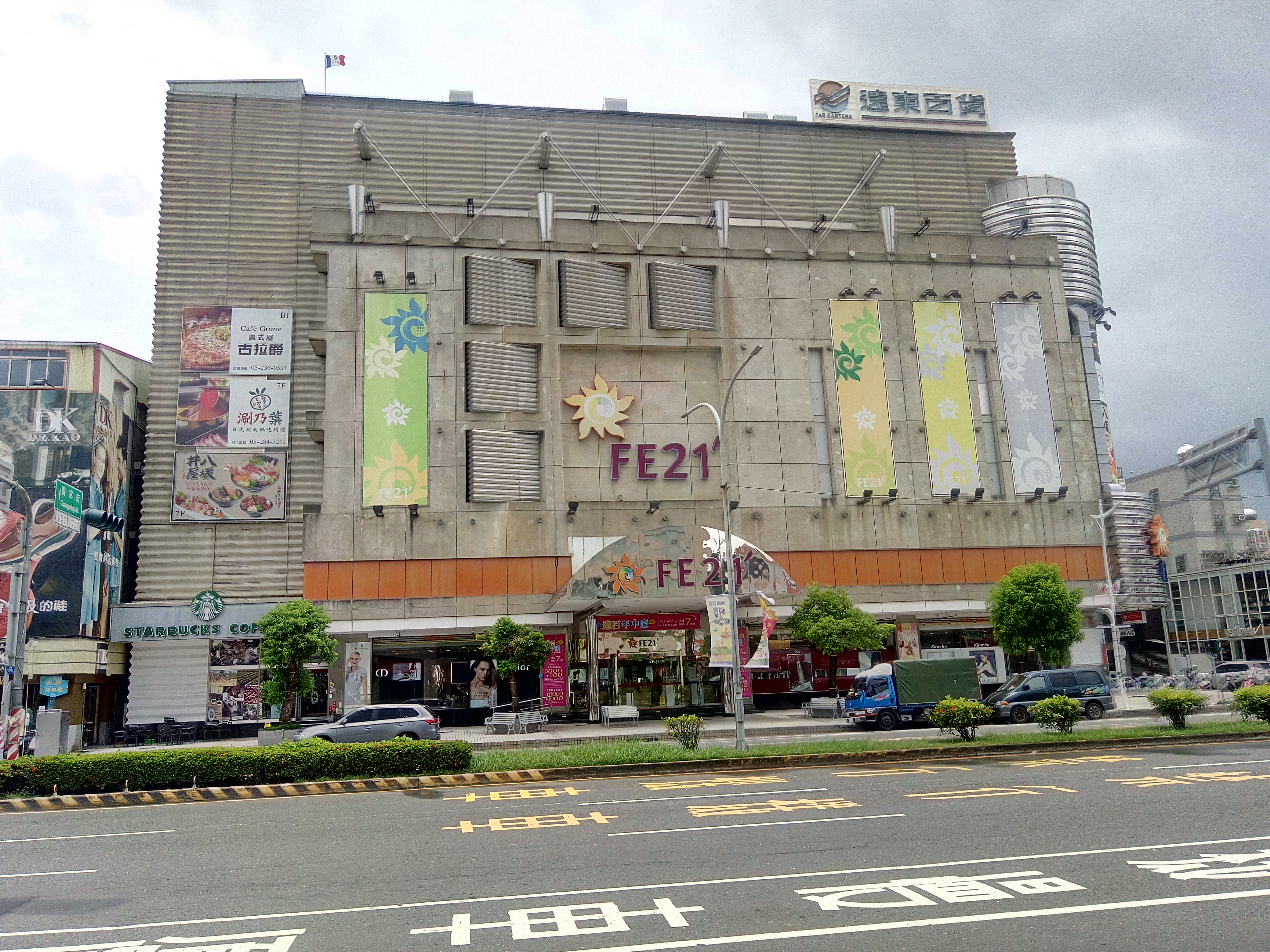
遠東百貨嘉義店
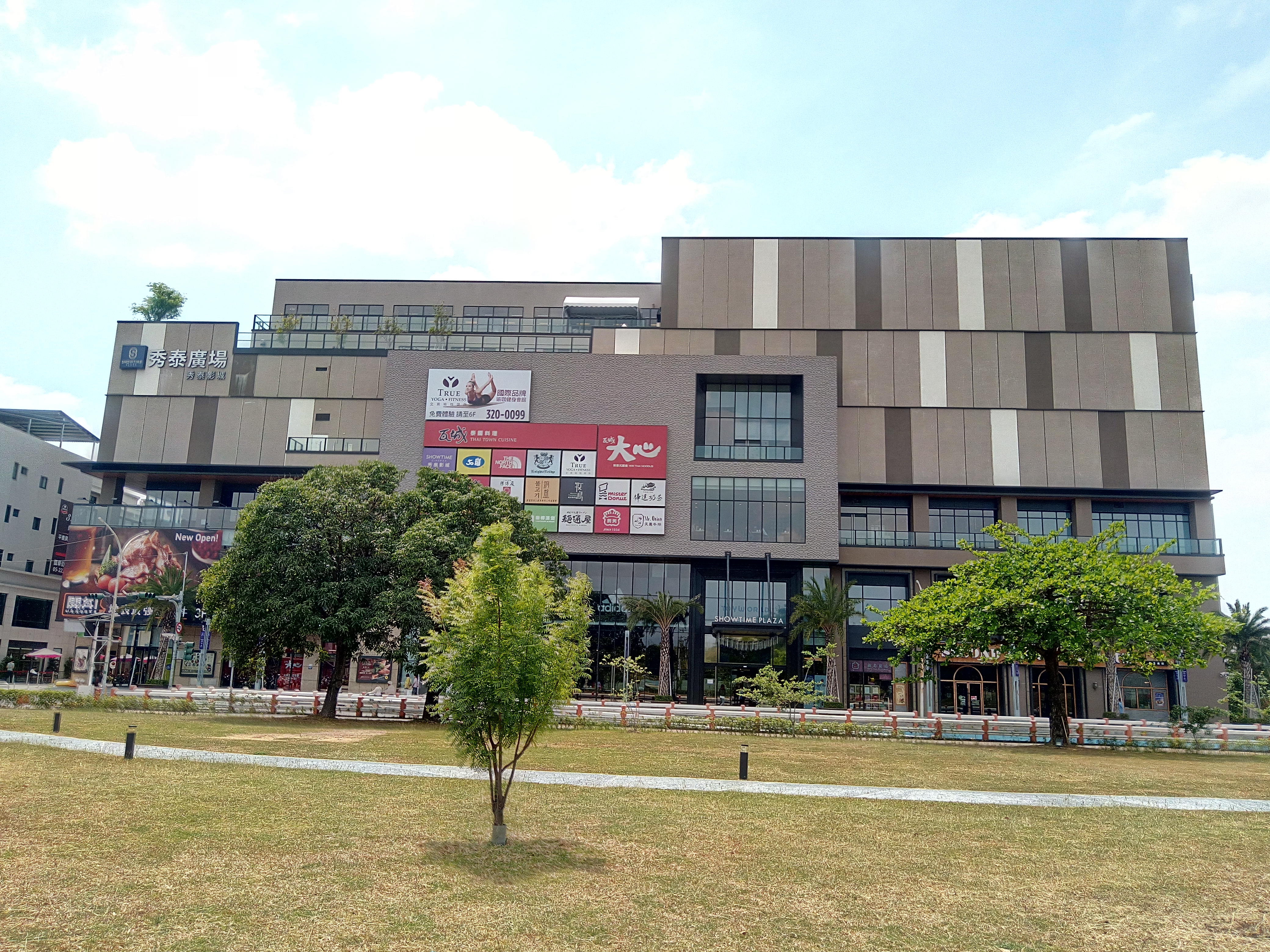
嘉義秀泰プラーザ
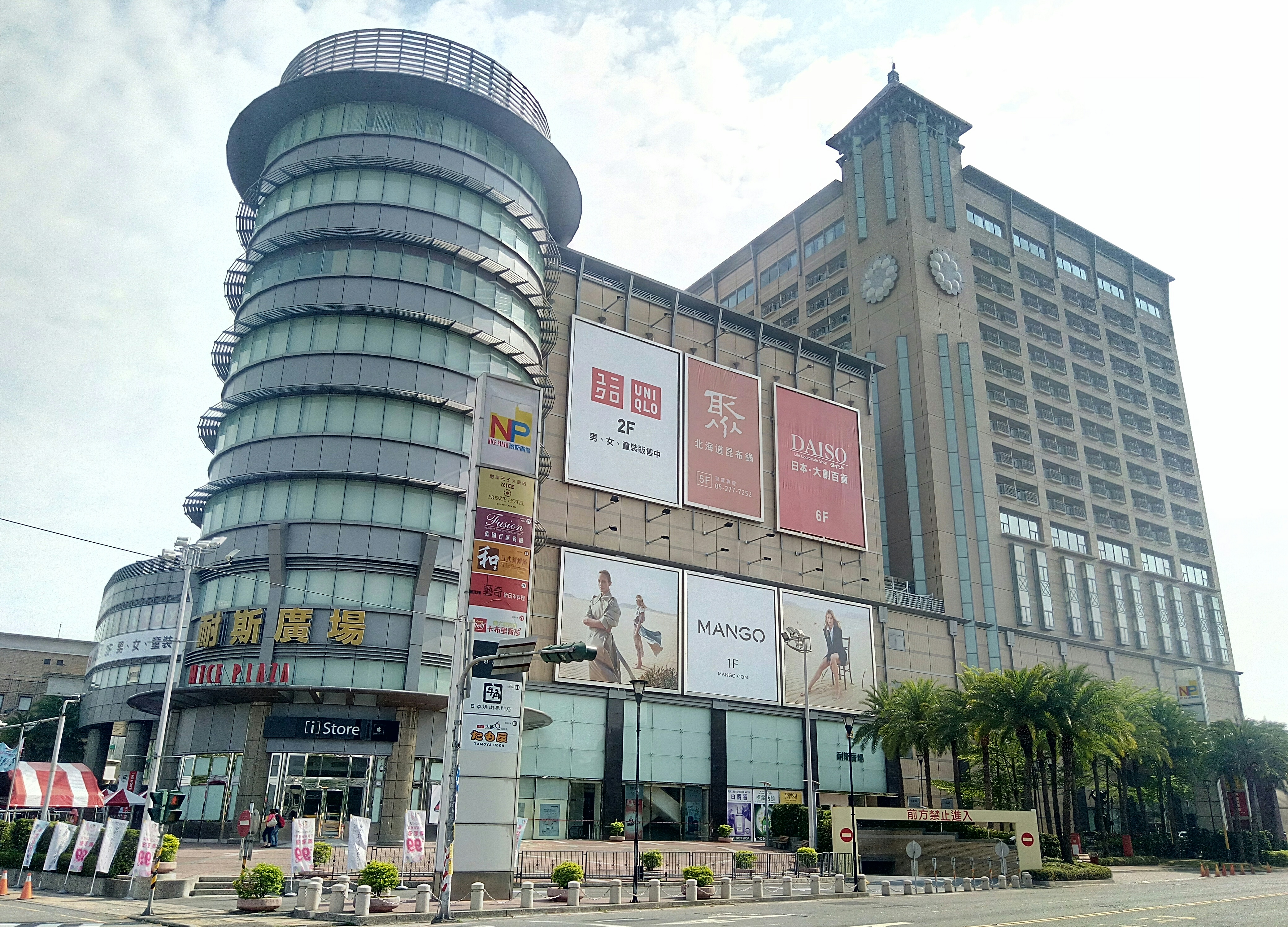
耐斯松屋（松屋 (百貨店)）
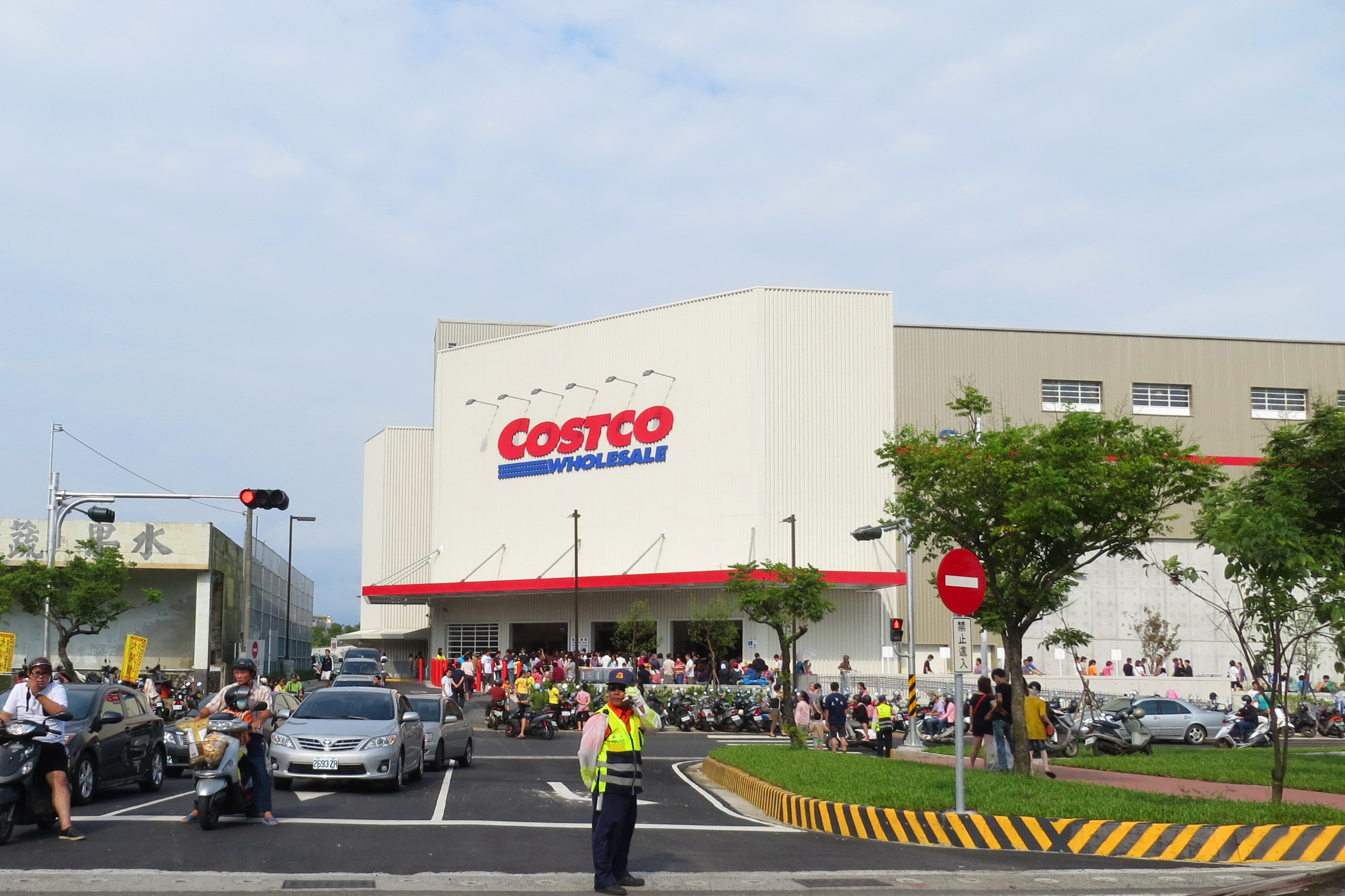
コストコ嘉義店

## 大学
- 国立嘉義大学
- 国立中正大学
- 呉鳳科技大学
- 大同技術学院
- 崇仁医護管理専科学校

## 主な見どころ

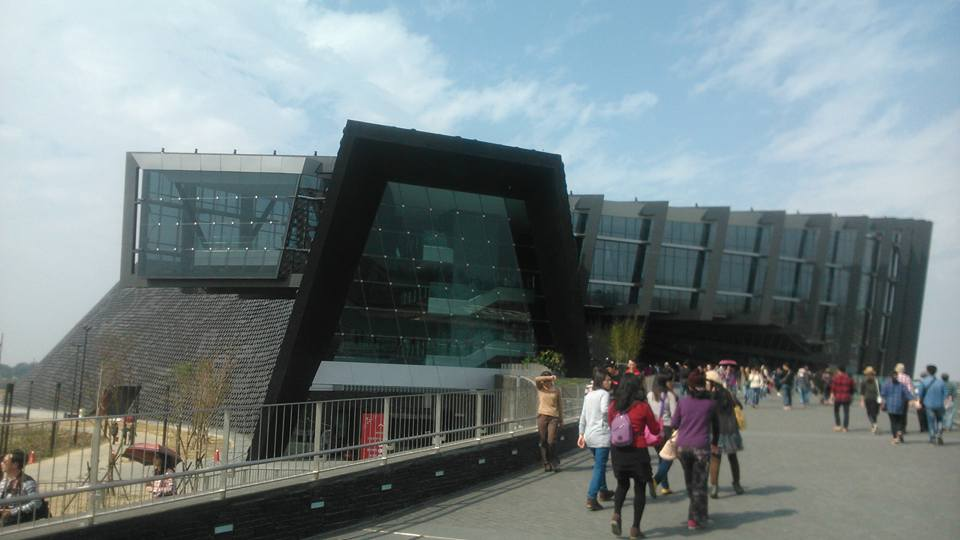
嘉義アジア芸術文化博物館

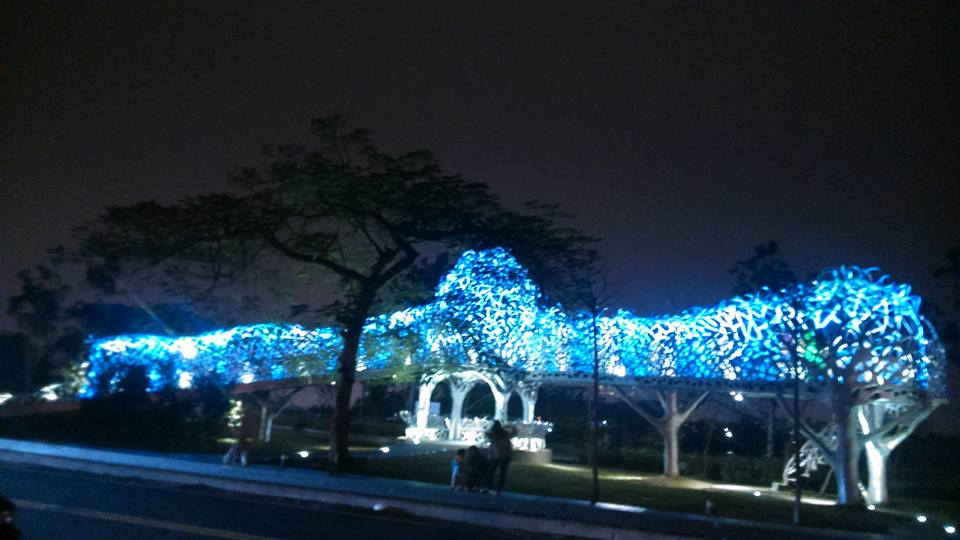
月影潭心

- 嘉義アジア芸術文化博物館(嘉義県太保市）
- 文化路夜市（嘉義市西区と東区）
- KANO 1931海の向こうの甲子園
- 蘭潭月影潭心
- 国立中正大学

## 主な交通アクセス

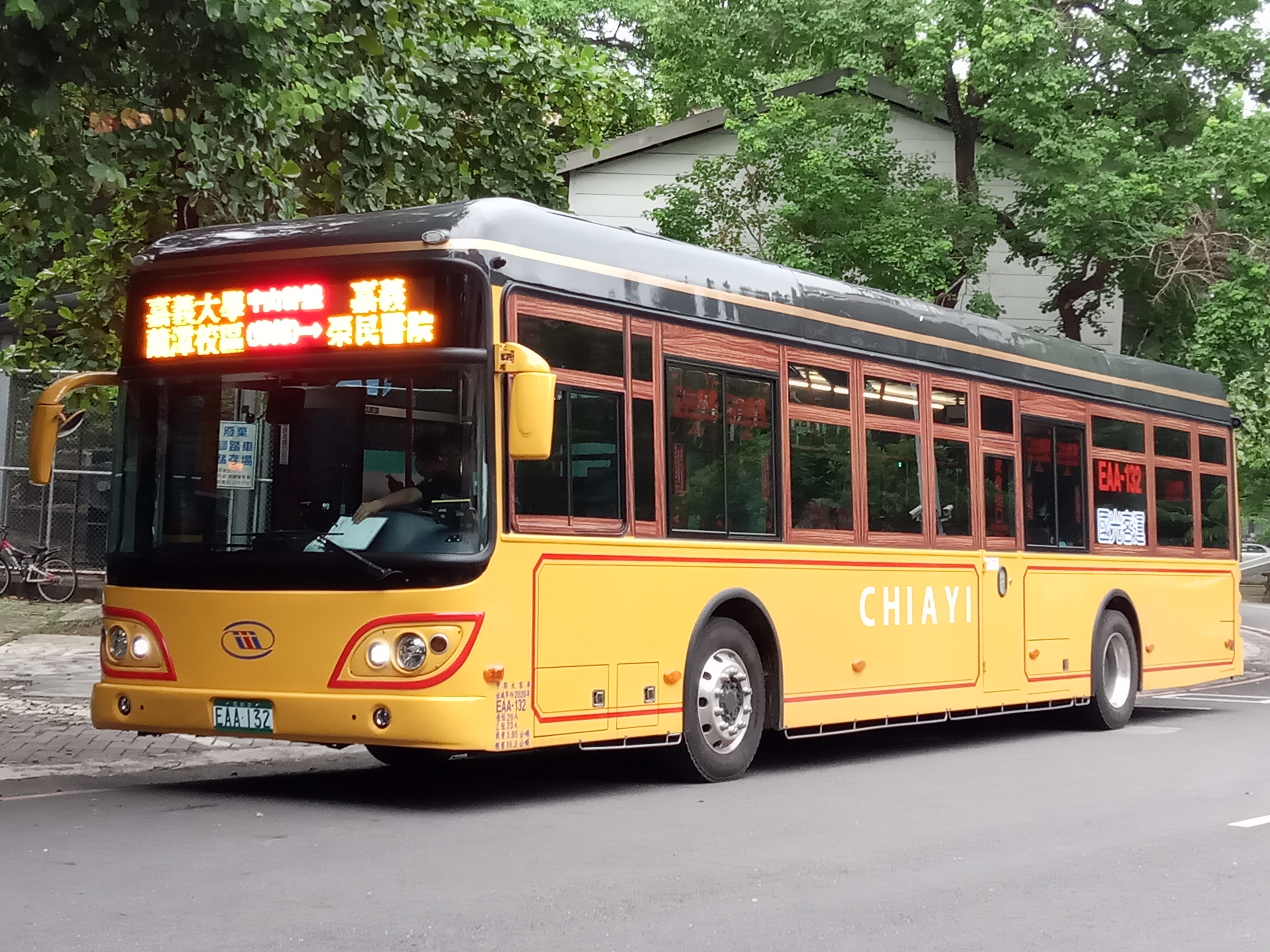
嘉義市公車

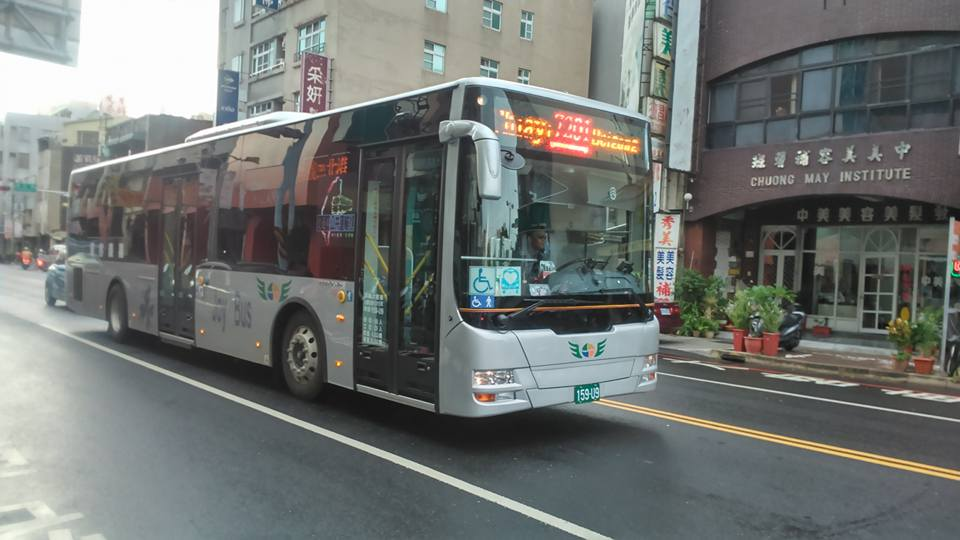
嘉義客運ノンステップバス

### 空港
- 嘉義空港

### 鉄道
- 台湾鉄路管理局
  - 嘉義駅(ターミナル駅)
  - 嘉北駅
  - 民雄駅
  - 水上駅
  - 南靖駅
- 台湾高速鉄路
  - 嘉義駅
- 阿里山森林鉄路阿里山線
  - 嘉義駅
  - 北門駅

### バス

#### 路線バス
- 嘉義BRT
- 嘉義市公車
- 嘉義客運
- 嘉義県公車処
- 台西客運（中国語版）
- 員林客運（中国語版）

#### 高速バス
- 和欣客運
- 国光客運
- 統聯客運